# Unité urbaine de Montréjeau
L'unité urbaine de Montréjeau est une unité urbaine française centrée sur la ville de Montréjeau sur les départements de la Haute-Garonne et des Hautes-Pyrénées.

## Données générales
Dans le zonage réalisé par l'Insee en 2010, l'unité urbaine était composée de cinq communes, quatre situées dans la Haute-Garonne et une dans les Hautes-Pyrénées.
Dans le nouveau zonage réalisé en 2020, elle est composée des cinq mêmes communes. 

## Composition 2020 de l'unité urbaine
Elle est composée des cinq communes suivantes :
| Nom                       | Code Insee | Département     | Statut       | Superficie (km2) | Population (dernière pop. légale) | Densité (hab./km2) | Modifier                                    |
| ------------------------- | ---------- | --------------- | ------------ | ---------------- | --------------------------------- | ------------------ | ------------------------------------------- |
| Montréjeau (ville-centre) | 31390      | Haute-Garonne   | ville-centre | 8,21             | 2 676 (2022)                      | 326                | modifier les données · modifier les données |
| Ausson                    | 31031      | Haute-Garonne   | banlieue     | 4,39             | 592 (2022)                        | 135                | modifier les données · modifier les données |
| Gourdan-Polignan          | 31224      | Haute-Garonne   | banlieue     | 5,26             | 1 177 (2022)                      | 224                | modifier les données · modifier les données |
| Huos                      | 31238      | Haute-Garonne   | banlieue     | 4,09             | 492 (2022)                        | 120                | modifier les données · modifier les données |
| Mazères-de-Neste          | 65307      | Hautes-Pyrénées | banlieue     | 3,36             | 346 (2022)                        | 103                | modifier les données · modifier les données |

## Évolution démographique
| 1968  | 1975  | 1982  | 1990  | 1999  | 2010  | 2015  | 2021  |
| ----- | ----- | ----- | ----- | ----- | ----- | ----- | ----- |
| 6 499 | 6 338 | 5 786 | 5 364 | 5 053 | 5 462 | 5 468 | 5 297 |

#### Données générales
- Unité urbaine en France
- Aire d'attraction d'une ville
- Liste des unités urbaines de France

#### Données démographiques en rapport avec l'unité urbaine de Montréjeau
- Aire d'attraction de Saint-Gaudens
- Arrondissement de Saint-Gaudens
- Arrondissement de Bagnères-de-Bigorre

#### Données démographiques en rapport avec la Haute-Garonne et les Hautes-Pyrénées
- Démographie de la Haute-Garonne
- Démographie des Hautes-Pyrénées